# Государственная канцелярия
Государственная канцелярия — канцелярия Государственного совета Российской империи, существовала в 1810—1917 годах.

## Состав и полномочия
Первоначально канцелярия существовала и при Непременном совете, преемником которого стал Государственный совет. Канцелярия при Непременном совете, которую возглавил тайный советник Д. П. Трощинский, состояла из четырёх частей: иностранной и коммерческой; военных дел, сухопутных и морских; гражданской и духовной; государственного хозяйства. Каждое отделение возглавлялось экспедитором (управляющим) в чине действительного статского советника, при котором находились помощники (по 2 человека — в частях иностранной и коммерческой, а также военных дел, сухопутных и морских и по 3 человека — в гражданской и духовной части и в части государственного хозяйства) и письмоводители (в первых двух частях — по четыре человека, а в остальных — по шесть). Кроме того, по штату предполагалась должность правителя канцелярии по всем её частям, при котором состоял регистратор. Штат канцелярии состоял из 36 служащих, а ежегодные расходы на её содержание составляли 43 000 рублей ассигнациями.
Государственная канцелярия была учреждена как структурное подразделение Государственного совета манифестом «Образование Государственного совета» императора Александра I, изданным 1 (13) января 1810 год. Она была образована согласно плану государственных преобразований, разработанному М. М. Сперанским, который и стал первым её руководителем. Состояла канцелярия из пяти отделений: 1) военных и морских дел; 2) дел гражданских и духовных; 3) государственной экономии; 4) архив; 5) особенных поручений (с 1842 года — Отделение дел Государственного секретаря). Впоследствии число отделений изменялось в соответствии с изменениями в структуре Государственного совета. В частности, после преобразования последнего в 1906 году, в составе Канцелярии были образованы следующие отделения: личного состава и общих дел; первое по делам законодательства; второе по делам законодательства; финансов; общего собрания; свода законов и отделения, управлявшие делами двух особых присутствий.
Государственную канцелярию возглавлял государственный секретарь, у которого был его товарищ (заместитель). Во главе каждого отделения стоял статс-секретарь. В 1810 году штат Государственной канцелярии не был установлен и общее число её чиновников первоначально составило 18 человек, из которых семеро имели чины от V класса и выше. При определении в канцелярию каждый чиновник приносил особую присягу на верность службе. В 1815 году численность канцелярии увеличилась до 31 человека, а в конце 1817 года усилиями А. Н. Оленина, наконец был утверждён штат Государственной канцелярии.
Государственные секретари Российской империи:
1. Михаил Михайлович Сперанский (1810—1812)
2. Александр Семёнович Шишков (1812—1814)
3. Алексей Николаевич Оленин (1814—1827)
4. Василий Романович Марченко (1827—1834)
5. граф Модест Андреевич Корф (1834—1843)
6. Николай Иванович Бахтин (1843—1853)
7. Владимир Петрович Бутков (1853—1865)
8. князь Сергей Николаевич Урусов (1865—1867)
9. Дмитрий Мартынович Сольский (1867—1878)
10. Егор Абрамович Перетц (1878—1883)
11. Александр Александрович Половцов (1883—1892)
12. Николай Валерианович Муравьёв (1892—1894)
13. Вячеслав Константинович Плеве (1894—1902)
14. Владимир Николаевич Коковцов (1902—1904)
15. барон Юлий Александрович Икскуль фон Гильденбандт (1904—1909)
16. Александр Александрович Макаров (1909—1911)
17. Сергей Ефимович Крыжановский (1911—1917)

Через государственную канцелярию проходили все дела, требовавшие рассмотрения в Государственном совете. Они поступали на имя государственного секретаря и после определения, подлежит ли данное дело ведению Госсовета, распределялись по соответствующим отделениям канцелярии для подготовки рассмотрения в соответствующих департаментах Государственного совета. Дела докладывались на заседаниях департаментов статс-секретарями или их помощниками, а в общем собрании Совета — государственным секретарём или его товарищем. Помимо подготовки дел к слушанию, государственная канцелярия занималась оформлением журналов заседаний департаментов и общего собрания, а также составлением извлечений из них для императора.
Государственная канцелярия занимала одно из ключевых мест в административном аппарате Российской империи. В конце XIX — начале XX века из неё вышли многие государственные деятели, сыгравшие заметную роль в истории России.
Первоначально располагалась в комнатах Зимнего дворца, где собирался и Государственный совет; затем — в доме графа Румянцева на Дворцовой площади и вновь в Зимнем дворце; в 1885 году переведена в Мариинский дворец.
После Февральской революции канцелярия фактически прекратила свою работу. Окончательно была упразднена вместе с Государственным советом декретом Совета народных комиссаров РСФСР в декабре 1917 года.

## Воспоминания современников
По воспоминаниям И. И. Тхоржевского, начинавшего службу в канцелярии Комитета министров:
Государственная Канцелярия пополнялась главным образом людьми с громкими русскими фамилиями, с высшим образованием, а иногда уже и с учёными именами и с наследственной прочной культурностью. Я хорошо знал раньше среду русской либеральной интеллигенции… Знал я и профессорский мир, и артистический… Но те круги высшей бюрократии, с которыми я соприкоснулся впервые, сразу показались мне самыми культурными, самыми дисциплинированными и наиболее европейскими изо всего, что было тогда в России. При этом убеждении я остаюсь и теперь.

В Государственной Канцелярии, кроме представителей русской знати, было уже немало и людей моего типа, т. е. прошедших высшую научную школу и приобретших в ней, кроме знаний, привычку быстро и объективно разбираться в сложных вопросах. Служилый Петербург, как бы предчувствуя предстоящую ему преобразовательную работу, уже запасался людьми: стягивал к себе, обирая профессуру, свежие умственные силы.
В своих воспоминаниях В. Б. Лопухин отмечает:
Да, там и только там, путём постепенного, со времён Сперанского, усовершенствования форм делового изложения, выработались традиционно передаваемые от поколения к поколению приёмы казённого писания и канцелярский стиль, поистине образцовые. Богатство содержания в немногих словах. Преимущественно короткие предложения. Всяческое воздержание от мало-мальски длинных периодов. Много точек. Мало запятых. Умелые переходы от одной мысли к другой. И умение связывать отдельные абзацы в непрерывной текучести изложения. Тщательная всесторонняя разработка основной темы, краткая, но сильная аргументация деталей. Стиль достойный, строгий, но простой, отнюдь не выспренний, не архаический, не смешной, как бывала смешна канцелярская бумага. Воздержание от повторения в близких предложениях одних и тех же слов. Строгость, убедительность и в то же время образность слова. Умение привести в стройную систему правила редактируемого закона и формулировать каждое правило настолько ясно, чтобы не могло возникнуть сомнений в его понимании и толковании. Писание, основанное на тщательном изучении прецедентов, опирающееся на солидное знакомство со всем действующим законодательством.